# Gilet
Gilet es un municipio de España, en la Comunidad Valenciana. Pertenece a la provincia de Valencia y a la comarca del Campo de Murviedro. Ocupa una extensión de 11,3 kilómetros cuadrados. Cuenta con una población de 3887 habitantes (INE 2024).

## Símbolos
El escudo heráldico que representa al municipio fue aprobado oficialmente el 2 de julio de 1976 con el siguiente blasón:

«Escudo partido. Primero de azur, la paloma de plata. Segundo, de oro, el león de sable, coronado de lo mismo; bordura componada de plata y gules. Al timbre, corona de Marqués.»
Boletín Oficial del Estado n.º 182 de 30 de julio de 1976

## Geografía

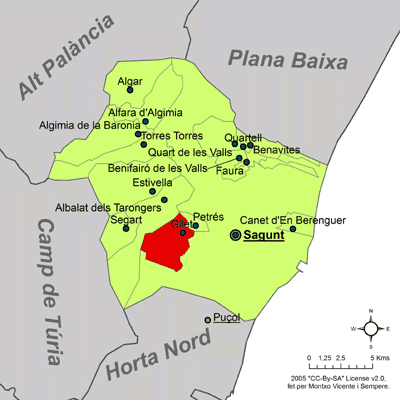
Localización de Gilet respecto a la comarca del Campo de Murviedro

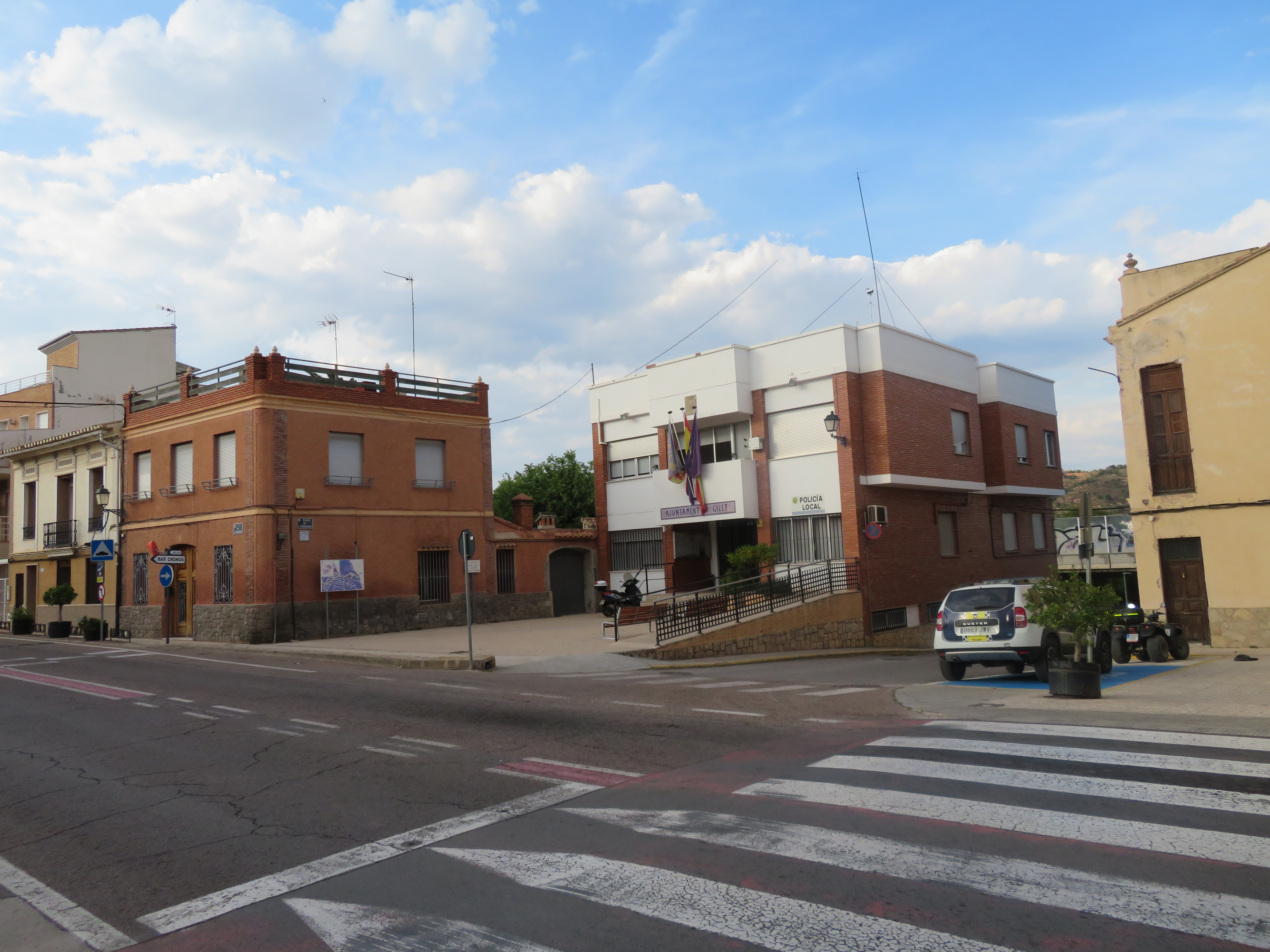
Ayuntamiento de Gilet (Valencia).

El municipio está integrado en la subcomarca de la Baronía y en la comarca de Campo de Murviedro, situándose a 33 kilómetros de Valencia. El término municipal está atravesado por la autovía A-23 y por la antigua carretera nacional N-234.
Está enclavado en el sureste de la Sierra Calderona junto a la cuenca del río Palancia. La altitud oscila entre los 466 m al suroeste y los 70 m a orillas del río Palancia, al noreste. El pueblo se alza a 83 m s. n. m.
| Noroeste: Albalat de Taronchers | Norte: Albalat de Taronchers | Noreste: Petrés  |
| Oeste: Albalat de Taronchers    |                              | Este: Sagunto    |
| Suroeste: Sagunto               | Sur: Sagunto                 | Sureste: Sagunto |

La superficie del terreno es montañosa, y las alturas de las montañas llegan hasta los 400 m en la parte oeste. Las más importantes son:
- Xocainet (437 m)
- Pico del Águila (441 m)
- La Redona o Peña (427 m)
- Monte de la Cruz (325 m)

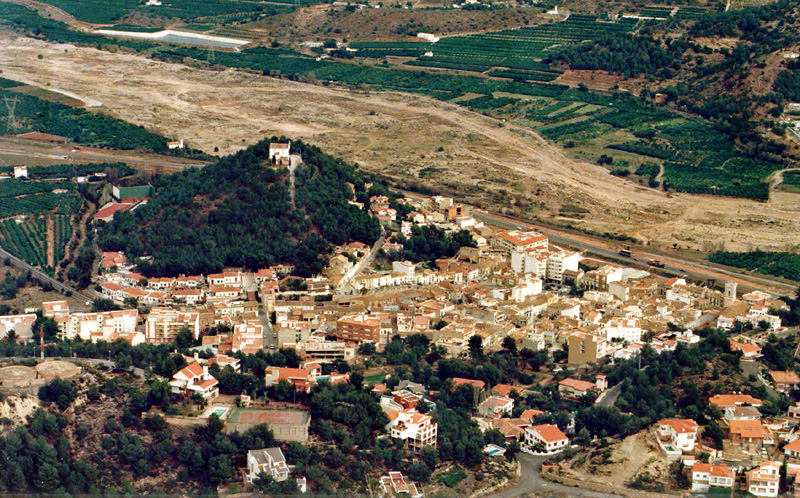
Vista general de Gilet.

La vegetación natural se caracteriza por la existencia de pino carrasco en casi todas las montañas así como el matorral de garriga.
El clima característico es el mediterráneo, con veranos calurosos e inviernos templados, siendo la temperatura media anual de unos 18,5 °C. El régimen de lluvias es bastante irregular, pero suelen darse con más frecuencia en otoño y primavera.

### Barrios y pedanías
En el término municipal de Gilet se encuentran los siguientes núcleos de población:
- La Peña.
- Santo Espíritu 1.ª, 2.ª y 3.ª fase.
- La Paz.
- Clot D´oliver.
- Pla D´aguillo.
- Pla de la venta.
- Partida del Romeral.

### Localidades limítrofes
El término municipal de Gilet limita con las siguientes localidades:
Albalat de Taronchers, Petrés y Sagunto, todas ellas de la provincia de Valencia.

## Historia
En Gilet aparecen asentamientos primitivos, como lo prueban los restos de un poblado ibérico hallados en la montaña denominada La Peña, donde se han hallado fragmentos cerámicos y otros que irían desde la Edad de Bronce hasta la Edad Media. En Santo Espíritu se encontró una cueva en la cual se halla una pintura rupestre en color rojo pálido, que parece la representación de un ídolo oculado. Dicha pintura no se ha podido fechar con demasiada exactitud debido a las condiciones geológicas de la cueva, concluyendo que se representó al principio de la Edad de Bronce. En la Font de la Vidriera, también se hallaron restos de un poblado ibérico romanizado que se ha fechado entre los siglos III y II a. C.
Del pueblo como tal, se tienen las primeras noticias como alquería árabe. Tras la conquista de Jaime I, las tierras fueron donadas a Juan de Zaragoza y más tarde se donaron a Bernardo Palau. A Adán de Paterna le fueron entregadas las tierras en 1348, volviendo más tarde a la Corona hasta que Pedro el Ceremonioso las donó a Pedro Guillem el 15 de abril de 1375.
El 7 de marzo de 1471, Juan II empeña la jurisdicción de Gilet a Manuel Llançol.
Gilet tenía una mayoría de población morisca, con lo que la expulsión de los moriscos supuso un problema importante debido al descenso de población que sufrió la población. Después de esta expulsión, se procedió a la repoblación con gentes venidas de otros lugares, para suplir el descenso de población sufrido, lo cual suponía un problema a la nobleza autóctona. La carta de repoblación de Gilet especifica el lugar de origen de cada uno de los repobladores, siendo; 3 de Castilla, 11 de Sagunto, 7 de Puzol, 5 de Aragón, 2 de Cataluña, 2 de Francia, 1 de Morella, 1 de Castellón de la Plana, 1 de Ademuz, 1 de Villar del Arzobispo, 1 de Puig y 1 de Canet.
La revolución francesa marca el tránsito de la sociedad feudal hacia una sociedad liberal, ocupando en España el periodo del siglo XIX. Para evitar el pago de rentas señoriales, el pueblo de Gilet solicitó su incorporación al Patrimonio Real, por mediación de la Bailía de Valencia, siendo concedida en 1806, y en la que a cambio de varios terrenos de la dehesa de Santo Espíritu, los agricultores pasaron de pagar del 20 % al 5 % de sus cosechas al marqués de Llançol. Al morir Teresa Llançol sin herederos, sus albaceas comenzaron a presionar a la población para que les pagaran las rentas señoriales, creándose un grave conflicto en la población y en el cual la Bailía de Valencia se declaró incompetente. Es por este conflicto que las rentas señoriales continuaron vigentes en Gilet al menos hasta el año 1841, último del que se tiene constancia.
La Guerra Civil no se dejó sentir por el pueblo en cuanto escenario hasta 1939, justo a punto de finalizarse, y durante ese periodo la iglesia sufrió daños cuantiosos, tanto en su archivo parroquial con la pérdida de valiosos documentos históricos, como en la pérdida de imágenes de culto.

## Demografía
Gilet cuenta con una población de 3887 habitantes (INE 2024).
| Gráfica de evolución demográfica de Gilet entre 1842 y 2021                                                         |
| |
| Población de derecho según los censos de población del INE Población de hecho según los censos de población del INE |

La cercanía a Valencia y sus buenas comunicaciones con la capital y con la ciudad de Sagunto han propiciado un espectacular crecimiento demográfico en los últimos años y un importante desarrollo urbanístico, siendo el pueblo de La Baronía el que ha registrado un aumento más significativo.

## Economía
La mayor parte de la población se ha dedicado tradicionalmente a la agricultura, predominando hasta los últimos años el cultivo de secano. Actualmente se ha ido abandonando el cultivo de secano y se ha fomentado más el de regadío, siendo lo más cultivado el naranjo. En cuanto a secano, actualmente quedan algunos algarrobos y algunos olivos.
Tradicionalmente la industria de Gilet ha estado desarrollada con los recursos naturales que posee, pero cabe destacar que hasta los años 1990, era conocido por su gran producción de escobas artesanales, de palma en su mayoría, aunque actualmente este oficio ha ido desapareciendo

## Administración y política
| Periodo   | Nombre                                                                        | Partido   |
| --------- | ----------------------------------------------------------------------------- | --------- |
| 1979-1983 | José Benet Arnau                                                              | UCD       |
| 1983-1987 | José María Catalunya Oliver                                                   | PSPV-PSOE |
| 1987-1991 | José María Catalunya Oliver                                                   | PSPV-PSOE |
| 1991-1995 | José María Catalunya Oliver                                                   | PSPV-PSOE |
| 1995-1999 | José María Catalunya Oliver Vicente Campos Orón                               | PSPV-PSOE |
| 1999-2003 | Vicente Campos Orón                                                           | PSPV-PSOE |
| 2003-2007 | Francisco Aicart Garcia                                                       | PP        |
| 2007-2011 | Maria Concepció Borrell Gascón (2007-2010) Salvador Costa Escrivà (2010-2011) | PSPV-PSOE |
| 2011-2015 | Juan Carlos Vera Orea                                                         | PP        |
| 2015-2019 | Salvador Costa Escrivà                                                        | PSPV-PSOE |
| 2019-2023 | Salvador Costa Escrivà                                                        | PSPV-PSOE |
| 2023-act. | Salvador Costa Escrivà                                                        | PSPV-PSOE |

## Patrimonio

### Religioso

#### Monasterio de Sancti Spiritu

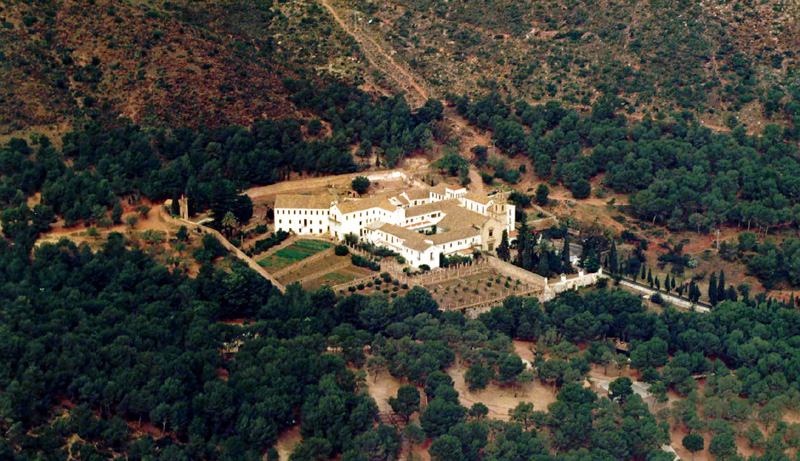
Monasterio franciscano de Sancti Spiritu ubicado en el término municipal de Gilet.

El Monasterio de Sancti Spiritu está situado a poca distancia del pueblo se llega a él por una carretera local. Monasterio franciscano del siglo XVII cuenta con diversas obras del pintor valenciano José Segrelles.
El monasterio fue fundado por María de Luna, esposa de Martín I el Humano, a raíz de la pacificación de Sicilia. Para ello contó con la donación de los terrenos de Jaumeta de Poblet, viuda de Pere Guillem Català, señor de Gilet, el cual heredó la propiedad junto con su hija Juana, confirmando la donación del Papa Benedicto XIII en 1403.
El rey Fernando el Católico solicitó la cesión del convento a las Trinitarias, accediendo al deseo de sor Isabel de Villena; pero esto no llegó a consumarse y el monasterio permaneció abandonado hasta 1491. En 1692, tuvo lugar la inauguración de la iglesia actual, tras unos años de abandono.
Durante la guerra de la independencia, los frailes abandonaron el convento convirtiéndose en un hospital de sangre. En 1813, vuelven los frailes y ya en la desamortización, los extensos pinares pasan a manos del Estado.
En 1835, los frailes vuelven a abandonar el convento, ocupándolo nuevamente en 1878 declarándolo colegio de misiones para Tierra Santa y Marruecos en 1889 bajo el patronato de la real Corona.
Tras el paréntesis de la guerra, cobró esplendor con la asistencia de un gran número de novicios, y actualmente mantiene su condición de colegio.
Actualmente se ha instalado un museo con obras y documentos interesantes, aunque hay que señalar que fundamentalmente, es hoy en día un lugar de estudio y oración.

#### Iglesia de San Antonio Abad

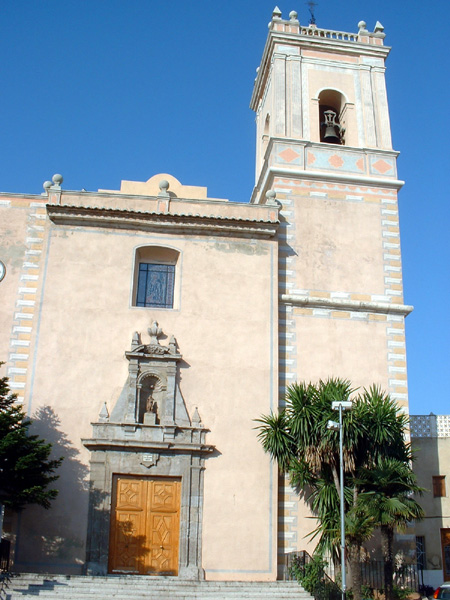
Iglesia de San Antonio Abad.

Iglesia parroquial de San Antonio Abad. La parroquia dependió de Sagunto hasta el año 1533, en el cual se empezó a construir la iglesia. Consta de una nave central y dos laterales existiendo tres capillas en cada una de las laterales. La fachada de la iglesia se caracteriza por su sencillez y por ser lisa y presentando una decoración de bolas de piedra. En su interior se aprecia un decorado renacentista, el cual se ha ido desvirtuando con las sucesivas reparaciones, siendo los altares laterales de estilo barroco.

#### Ermita de San Miguel
Construida durante el siglo XVIII y situada en un cerro junto al núcleo del pueblo, por lo que se observa a gran distancia debido a su privilegiada situación. Es de gran sencillez, contando con una capilla que alberga al Arcángel San Miguel.

### Civil

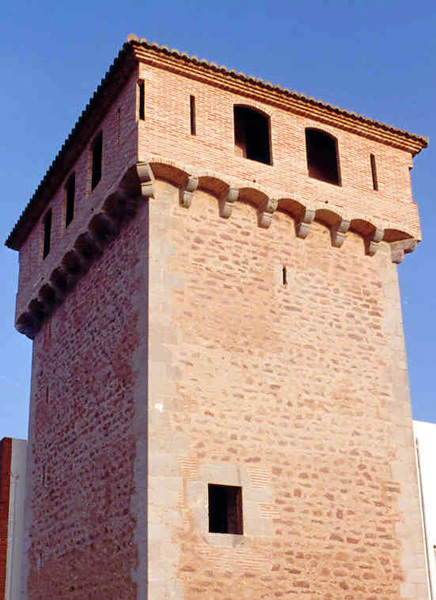
Torre medieval.

#### Torre de Gilet
Según indica una loseta en su fachada, la construcción de la torre se concluyó en 1580. En principio, se cree que era utilizada como torre de vigilancia debido a las incursiones de los grupos de piratas y moriscos que desembarcaban para saquear las poblaciones cercanas a los núcleos cercanos a la costa. Es de planta rectangular y tiene unos 25 m de altura, de mampostería de rodeno sin devastar con refuerzos bien tallados en las esquinas. Presenta tres cuerpos diferenciados: el primer cuerpo o base, tiene forma de pirámide truncada, el segundo, de 15 m de altura y en forma de prisma de 8 x 6 m es el bloque principal de la torre y en él se encuentran comprendidos los tres pisos; en el tercer cuerpo se encontraba una galería defensiva, siendo de mayor anchura que el segundo, estando sostenida por 32 módulos.
La torre se restauró durante los años 1992-93.

#### Dragón de la Calderona
Parte del Proyecto Gaia, una iniciativa artístico-medioambiental de Rhea Marmentini (con la colaboración de Perico Sambeat y Judit Nador), iniciado en 2005. Consiste en una edificación-escultura monumental y parque de esculturas. Su desarrollo se vio afectado por un incendio (febrero de 2014). Actualmente las actividades artísticas del centro cultural-artístico están suspendidas.

## Comunicaciones
Gilet es atravesado por la carretera N-234 de Sagunto a Burgos y tiene próxima la autovía A-23.
Cuenta también con acceso por ferrocarril por medio de la línea de cercanías C-5 de Valencia.
También se puede acceder en autobús por medio de la empresa Monbus por medio de la línea de Segorbe desde Valencia.

## Asociaciones

### Urbanizaciones
- Comunidad de propietarios urbanitzacion Sant Esperit
- Comunidad de propietarios urbanitzacion la Paz
- Comunidad de propietarios urbanitzacion Balcón de la Peña
- Comunidad de propietarios Pla d'Aguiló
- Asociación de vecinos Clot de l'Oliver
- Asociación de vecinos de la Vidriera

### Colegios
- Ceip Serra Calderona
- Colegio La Baronia Sant Antoni Abat

### Deportivas
- Sociedad de cazadores
- Sociedad de colombaires
- Club de montaña Xocainet
- Club de atletismo de Gilet
- CF Atlético Gilet
- Club de Judo Gilet

### Otras
- Juventud musical de Gilet
- Asociación de amas de casa
- Asociación de jubilados
- Sindicado de riego
- Falla de Gilet
- Parroquia de San Antonio Abad
- Cofradía de la Virgen de la Estrella
- Peña valencianista de Gilet